# Comisario Montalbano (serie de televisión)
Comisario Montalbano (en italiano: Il commissario Montalbano) es una serie de televisión italiana basada en las novelas de detectives de Andrea Camilleri, publicadas por Sellerio Editore. El protagonista es el comisario (Comisionado) Salvo Montalbano, y las historias se desarrollan en la ciudad imaginaria de Vigata, Sicilia. La serie es producida y transmitida por RAI desde 1999 con gran éxito de crítica. En 2012 la serie generó una precuela, Il giovane Montalbano (en español: El joven Montalbano).

## Trama

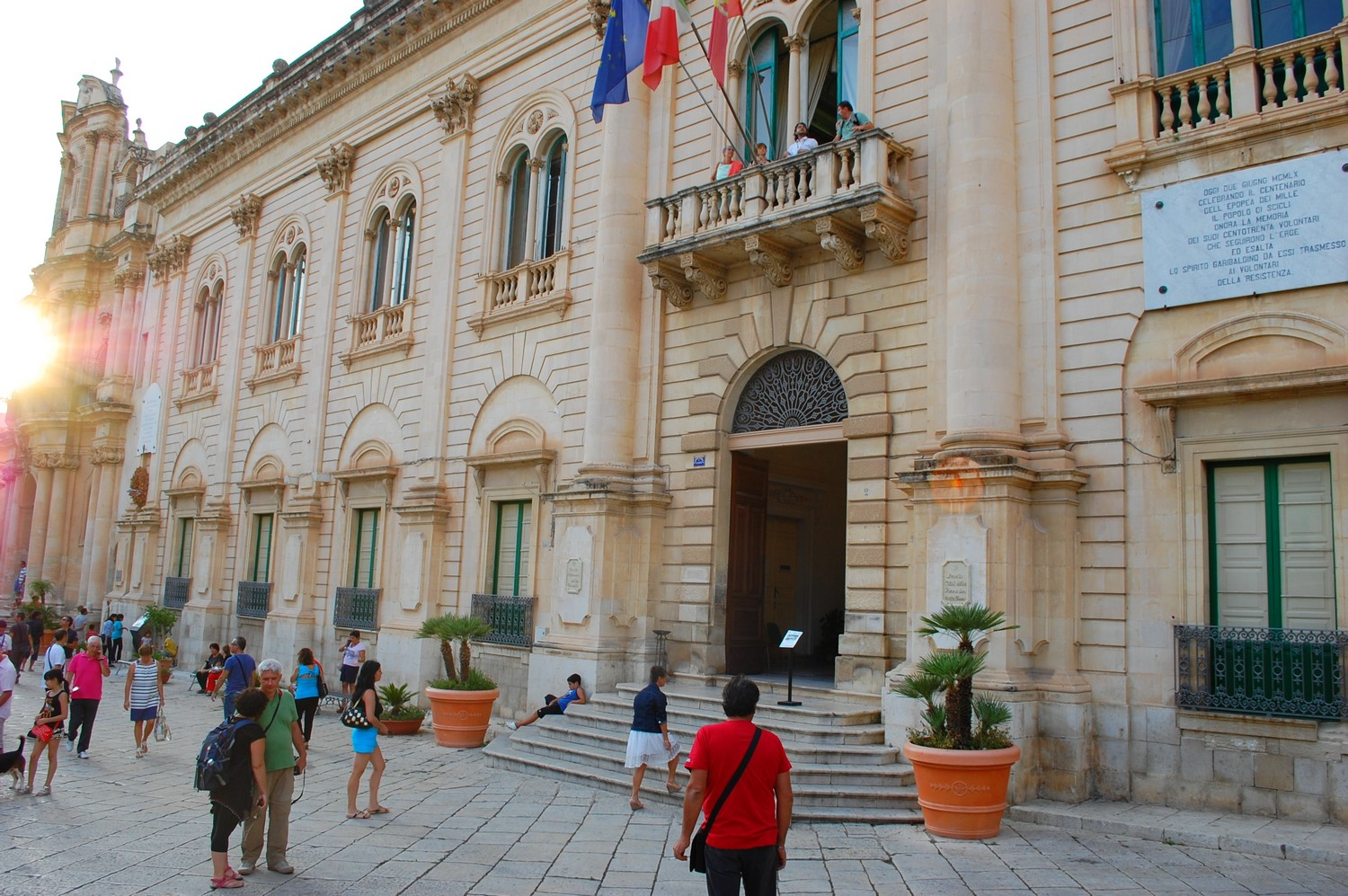
Estación de policía de Montalbano (Scicli) Sicilia.

Salvo Montalbano es el comisario de policía de Vigata, localidad ficticia aunque fácilmente identificable con Porto Empedocle, lugar de nacimiento de Andrea Camilleri. Con un carácter gruñón, pero responsable y serio en el trabajo, muchas veces abierto y amable con las personas en las que sabe que puede confiar y gran aficionado a la buena mesa, Montalbano se ve obligado a investigar los hechos criminales más variados de su entorno, de los cuales, gracias a su gran ingenio y sagacidad, a su conocimiento de la forma de ser de sus paisanos y a la ayuda de numerosos colaboradores, incluso fuera de la comisaría de policía, siempre se las arregla para reconstruir los hechos exactos y resolver los casos de más difícil solución. Entre sus colegas se encuentran el comisario adjunto Domenico "Mimì" Augello, eficaz, mujeriego e inocente, el inspector jefe Giuseppe Fazio, serio y leal a Salvo, el imprudente agente Galluzzo y el torpe pero de gran corazón agente Agatino Catarella, además del forense gruñón Pasquano. Fuera de la comisaría, entre los amigos más confiables, confidentes y colaboradores a veces no oficiales se encuentran Ingrid Sjöström, una bella sueca que hace mucho se mudó a Vigata, el periodista de investigación Nicolò Zito y los rebeldes hijos de Adelina, su cocinera, a alguno de los cuales el propio Montalbano ha mandado a la cárcel. En su esfera privada, Salvo mantiene una relación a larga distancia con la genovesa Livia Burlando, a veces tormentosa, pero en la que el amor siempre prevalece.

## Reparto
- Luca Zingaretti - Comisario Montalbano (protagonista)
- Cesare Bocci - Inspector Domenico "Mimì" Augello
- Peppino Mazzotta - Detective Giuseppe Fazio
- Angelo Russo - Oficial de policía Agatino Catarella
- Davide Lo Verde - Oficial de policía Galluzzo
- Francesco Stella - Oficial de policía Gallo
- Marco Cavallaro - Oficial de policía Tortorella
- Marcello Perracchio - Doctor Marco Pasquano
- Giovanni Guardiano - Jacomuzzi
- Roberto Nobile - Nicolò Zito, periodista de la TV local
- Isabell Sollman - Ingrid Sjöström
- Giacinto Ferro - Jefe Bonetti Alderighi
- Katharina Böhm, Lina Perned,  Sonia Bergamasco - Livia Burlando, eterna novia de Montalbano

## Lugares principales de la serie

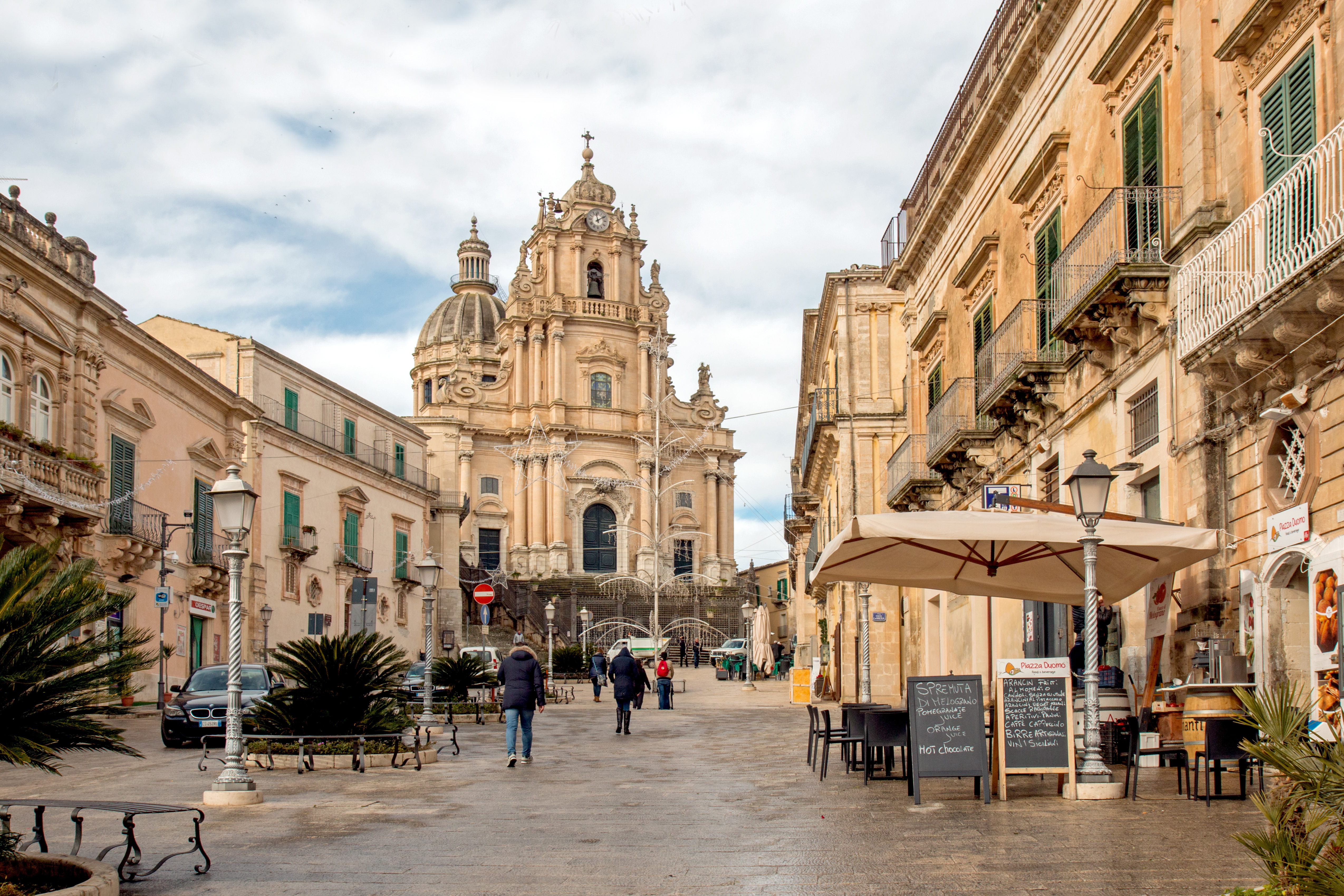
Ragusa

La ficción se rueda casi totalmente en el Libre consorcio municipal de Ragusa, 
los lugares principales están en:
- Ragusa
- Punta Secca
- Modica
- Scicli
- Donnalucata
- Comiso
- Chiaramonte Gulfi
- Ispica
- Pozzallo
- Vittoria
- Scoglitti

## Episodios
| Temporada | Episodios                        | Estreno TV |
| --------- | -------------------------------- | ---------- |
| 1ª        | 1. El ladrón de meriendas.       | 1999       |
|           | 2. La voz del violín.            |            |
| 2º        | 3. La forma del agua.            | 2000       |
|           | 4. El perro de Terracota.        |            |
| 3ª        | 5. El viaje a Tindari.           | 2001       |
|           | 6. Manos de artista.             |            |
| 4ª        | 7. El sentido del tacto.         | 2002       |
|           | 8. La Nochevieja de Montalbano.  |            |
|           | 9. El olor de la noche.          |            |
|           | 10. El gato y el canario.        |            |
| 5ª        | 11. Un giro decisivo.            | 2005       |
|           | 12. Derecho a réplica.           |            |
| 6ª        | 13. La paciencia de la araña.    | 2006       |
|           | 14. El juego de las tres cartas. |            |
| 7ª        | 15. La Luna de papel.            | 2008       |
|           | 16. El camino de arena.          |            |
|           | 17. La canícula de agosto.       |            |
|           | 18. Las alas de la Esfinge.      |            |
| 8ª        | 19. El campo del alfarero.       | 2011       |
|           | 20. La danza de la gaviota.      |            |
|           | 21. La caza del tesoro.          |            |
|           | 22. La edad de la duda.          |            |
| 9ª        | 23. La sonrisa de Angélica.      | 2013       |
|           | 24. El juego de los espejos.     |            |
|           | 25. Una voz nocturna.            |            |
|           | 26. Un centelleo.                |            |
| 10.ª      | 27. Un asunto delicado.          | 2016       |
|           | 28. La pirámide de fango.        |            |
| 11.ª      | 29. Un nido de víboras.          | 2017       |
|           | 30. Como manda la ley.           |            |
| 12.ª      | 31. Un tiovivo de intercambios.  | 2018       |
|           | 32. Amor.                        |            |
| 13.ª      | 33. El otro extremo del hilo.    | 2019       |
|           | 34. Un diario del 43.            |            |
| 14.ª      | 35. Amado Salvo, Livia mía.      | 2020       |
|           | 36. La red de protección.        |            |
| 15        | 37. El método Catalanotti.       | 2021       |

- Temporada 1 (1999)

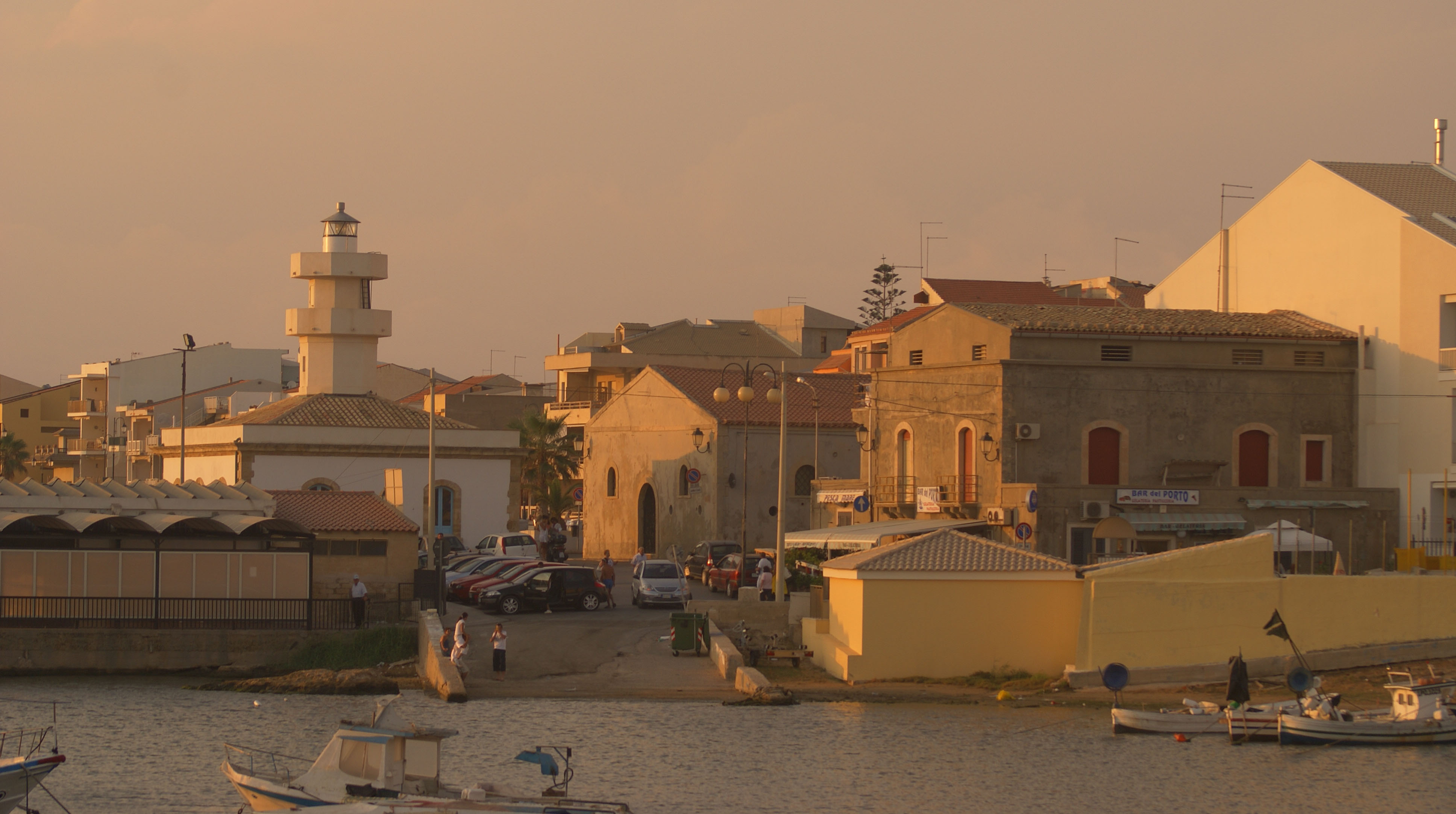
La sede de la Guardia Costera en la serie de TV está en el faro de Scoglitti

  - 1 El ladrón de meriendas (Sábado 12 de enero de 2013 en La 2)
  - 2 La voz del violín
- Temporada 2 (2000)
  - 3 La forma del agua
  - 4 El perro de Terracota
- Temporada 3 (2001)
  - 5 El viaje a Tindari
  - 6 Manos de artista
- Temporada 4 (2002)
  - 7 El sentido del tacto
  - 8 La Nochevieja de Montalbano
  - 9 El olor de la noche
  - 10 El gato y el canario
- Temporada 5 (2005)
  - 11 Un giro decisivo
  - 12 Derecho a réplica
- Temporada 6 (2006)
  - 13 La paciencia de la araña
  - 14 El juego de las tres cartas
- Temporada 7 (2008)
  - 15 La Luna de papel
  - 16 El camino de arena
  - 17 La canícula de agosto
  - 18 Las alas de la Esfinge
- Temporada 8 (2011)
  - 19 El campo del alfarero
  - 20 La danza de la gaviota
  - 21 La caza del tesoro
  - 22 La edad de la duda
- Temporada 9 (2013)
  - 23 La sonrisa de Angélica
  - 24 El juego de los espejos
  - 25 Una voz nocturna
  - 26 Un centelleo
- Temporada 10 (2016)
  - 27 Un asunto delicado
  - 28 La pirámide de fango
- Temporada 11 (2017)
  - 29 Un nido de víboras
  - 30 Como manda la ley
- Temporada 12 (2018)
  - 31 Un tiovivo de intercambios
  - 32 Amor
- Temporada 13 (2019)
  - 33 El otro extremo del hilo
  - 34 Un diario del 43
- Temporada 14 (2020)
  - 35 Amado Salvo, Livia mía
  - 36 La red de protección (Martes 4 de octubre de 2022 en La 2)
- Temporada 15 (2021)
  - 37 El método Catalanotti (Martes 11 de octubre de 2022 en La 1)
- Documentales
  - Andrea Camilleri, el maestro sin reglas (2014)
  - El último caso de Montalbano (2022)

## Precuela
Entre 2012 y 2015 se produjo "El joven Montalbano", una serie de televisión que se presenta como precuela de "Il commissario Montalbano". Siempre tomado de las obras de Camilleri,  El joven Montalbano  cuenta las primeras investigaciones de Salvo Montalbano, que se muestran aquí en su juventud y, aunque todavía no tiene experiencia, ya están dotadas de gran astucia e ingenio para resolver casos. El protagonista es interpretado por Michele Riondino que como Zingaretti cambió su acento para la interpretación del comisario siciliano.